# Celtis ituriensis
Celtis ituriensis là một loài thực vật có hoa trong họ Cannabaceae. Loài này được De Wild. mô tả khoa học đầu tiên năm 1921.